# داركو بيريك
داركو بيريك (بالإنجليزية: Darko Perić)‏ هو ممثل صربي ولد في 25 مارس 1977،أشتهر بدور هلسنكي في مسلسل الجريمة الإسباني لا كاسا دي بابيل.

## وصلات خارجية
- داركو بيريك على موقع IMDb (الإنجليزية)
- داركو بيريك على موقع ميتاكريتيك (الإنجليزية)
- داركو بيريك على موقع روتن توميتوز (الإنجليزية)
- داركو بيريك على موقع ألو سيني (الفرنسية)
- داركو بيريك على موقع قاعدة بيانات الفيلم (الإنجليزية)